# Кадибогаз
Кадибогаз је најнижи планински превој на северном огранку Старе планине, на 478 метара надморске висине. Од давних времена спаја Дунавску и Тимочку долину. Вековима људи користе овај пут за прелазак из Загорја у Тимок и обрнуто, као и да би отишли даље до остатка Балкана.

## Кадибогаз кроз историју

### Доба Турака
Данашње име Кадибогаз је добио у доба Турака. Име је добио када су хајдуци из Чумине реке баш на овом месту напали једног турског кадију који је на коњу путовао са новцем украденим од поробљеног народа. Хајдуци су кадији одузели бисаге са парама, а он је искористио њихову непажњу и покушао да побегне. Кадија се заједно са својим коњем сјурио низ литицу и успео да се спасе. Они су уз смех испратили његов подвиг и покушај да се пробије кроз набујалу и стрму реку и управо су по том кадији и његовом „богазу“ (броду, преласку преко реке) дали овом теснацу име „Кадијин богаз“ тј. Кадибогаз.

### Доба Римљана
Најважнију улогу Кадибогаз и цела долина имали су у доба када су овим простроима владали Стари Римљани. Пре два миленијума овде је изграђен калдрмисан пут. Био је од важног стратегијског значаја јер је спајао Ниш, преко Равне, са Белоградчиком и Арчар паланком на Дунаву због одбране угрожене границе римске империје на Дунаву.

## Кадибогаз у односу два народа
Кадибогаз у односу Србије и Бугарске игра веома важну улогу. На ово месту је чак подугнут и споменик пријатељства српског и бугарског народа. Такође се, из пријатељских односа српске општине Књажевац и бугарског Белоградчика изродио „Сабор на Кадибогазу“. Он се одржавао од 1925. до 1954., а обновљен је 2001. и траје и данас и и даље симболише добре односе ове две државе.